# Petra Pusztai
Petra Pusztai (Budapest, 27 aprile 1999) è una cestista ungherese.

## Carriera
Con l'Ungheria ha disputato i Campionati europei del 2019.